# كأس القارات لكرة السلة 1973
كأس القارات لكرة السلة 1973 هو الموسم 6 من  كأس القارات لكرة السلة. أشرف على تنظيمه الاتحاد الدولي لكرة السلة، وكان عدد الأندية المشاركة فيه  5، وفاز فيه بالاكانسترو فاريزي.